# Пусловские
Пусловские (пол. Pusłowski) — дворянский род герба «Шелига».
Родоначальник их Яков Пусловский (умер в 1638 году), староста окшатынский, участвовал в походах поляков на Москву (1609—1619). Ксаверий (бел. Францішак Ксаверый Пуслоўскі; 1806—1874), филантроп, основал в Варшаве детский приют («Ochronka dla dzieci opuszczonych»).
Первоначально они принадлежали к мелкоземельной шляхте Великого княжества Литовского. Точно известно, что родовым гнездом Пусловских с середины XVII века было поместье Пески (Слонимский уезд).
Некоторые члены рода Пусловских получили от папы Пия IX графский титул, не признанный за ними в России. Род Пусловских внесён в VI часть родословной книги Гродненской губернии.
Пусловские прославились как предприниматели, меценаты и филантропы.

## Наиболее известные представители рода
- Войцех Пусловский (1762—1833)
- Франциск Войцехович Пусловский (1800—1859)
- Адам Титус Пусловский (1803—1854), сын Войцеха
- граф Франциск Ксаверий Пусловский (1806—1874), сын Войцеха
- граф Вандалин Пусловский (1814—1884), сын Войцеха
- Зигмунд Пусловский (1849—1913)